# Любовен рикошет
„Любовен рикошет“ (на английски: The Rebound) е американска романтична комедия от 2009 година, режисирана от Барт Фройндлих. В главните роли са Катрин Зита-Джоунс и Джъстин Барта.

## Сюжет
Санди (Катрин Зита-Джоунс), разведена жена, разбрала за изневярата на съпруга си от семейните видеофилми, започваща нов живот в големия град. Заедно с децата си, тя наема апартамент в близост до кафе, където се запознава с Арам (Джъстин Барта). Новата работа, която Санди започва, е причината да наеме детегледачка, а най-подходящия за тази е длъжност е Арам. С времето двамата се сближават, започват да се срещат, но разликата във възрастта се оказва сериозен проблем. Въпросът е дали връзката им има бъдеще, когато двамата имат съвсем различна представа за реалността?